# Tiger Stadium (Detroit)
Tiger Stadium, anteriormente conocido como Navin Field y Briggs Stadium, era un campo de béisbol ubicado en el barrio de Corktown de Detroit, la ciudad más poblada del estado de Míchigan (Estados Unidos). Fue sede de los Detroit Tigers de las Grandes Ligas de Béisbol de 1912 a 1999, así como de los Detroit Lions de la National Football League de 1938 a 1974. Fue declarado Sitio Histórico del Estado de Míchigan en 1975 y ha sido incluido en el Registro Nacional de Lugares Históricos desde 1989. El estadio fue apodado "The Corner" por su ubicación en las avenidas Míchigan y Trumbull.
El último partido de los Tigres en el estadio se jugó el 27 de septiembre de 1999. Después de que los Tigres desocuparan el estadio los esfuerzos de reconstrucción y preservación fracasaron, y la estructura fue demolida. La demolición del estadio se completó el 21 de septiembre de 2009, aunque el campo de juego real del estadio permanece.
En 2018, el sitio fue remodelado para deportes juveniles.

## Historia

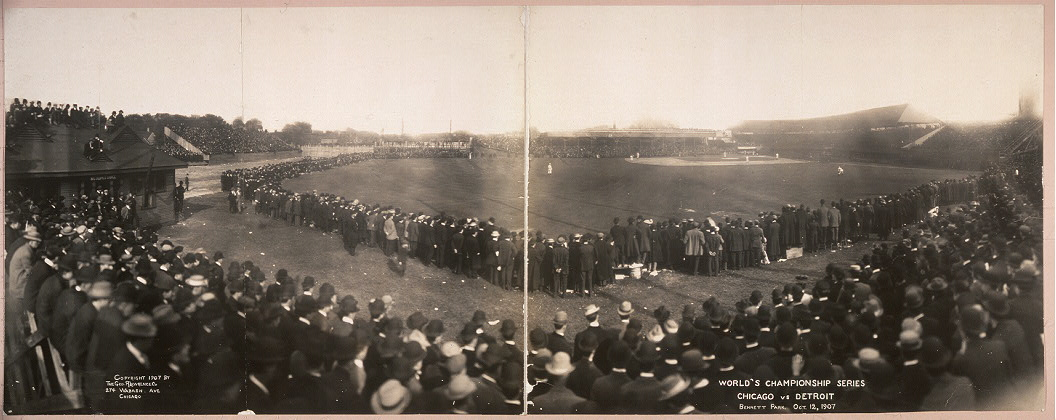
Bennett Park el 12 de octubre de 1907, durante un juego de la Serie Mundial entre los Detroit Tigers y los Chicago Cubs.

### Orígenes
En 1895, el propietario de los Detroit Tigers, George Vanderbeck, hizo construir un nuevo estadio en la esquina de las avenidas Míchigan y Trumbull. Ese estadio se llamaba Bennett Park y contaba con una tribuna de madera con un techo puntiagudo de madera en los jardines. En ese momento, algunos lugares en los jardines solo estaban marcados con una cuerda.
En 1911, el nuevo propietario de los Tigres, Frank Navin, ordenó un nuevo campo de béisbol de acero y concreto en el mismo sitio con capacidad para 23 000 espectadores con el fin de acomodar el creciente número de fanáticos. El Navin Field abrió el 20 de abril de 1912, el mismo día que el Fenway Park de los Boston Red Sox. Mientras se construyó en el mismo sitio que Bennett Park, el diamante en Navin Field se rotó 90 °, con el home plate ubicado en lo que había sido el jardín izquierdo en Bennett Park. El jugador de Cleveland Naps "Shoeless" Joe Jackson, luego expulsado del béisbol de por vida luego del escándalo de los Medias Negras, anotó la primera carrera en el Navin Field.

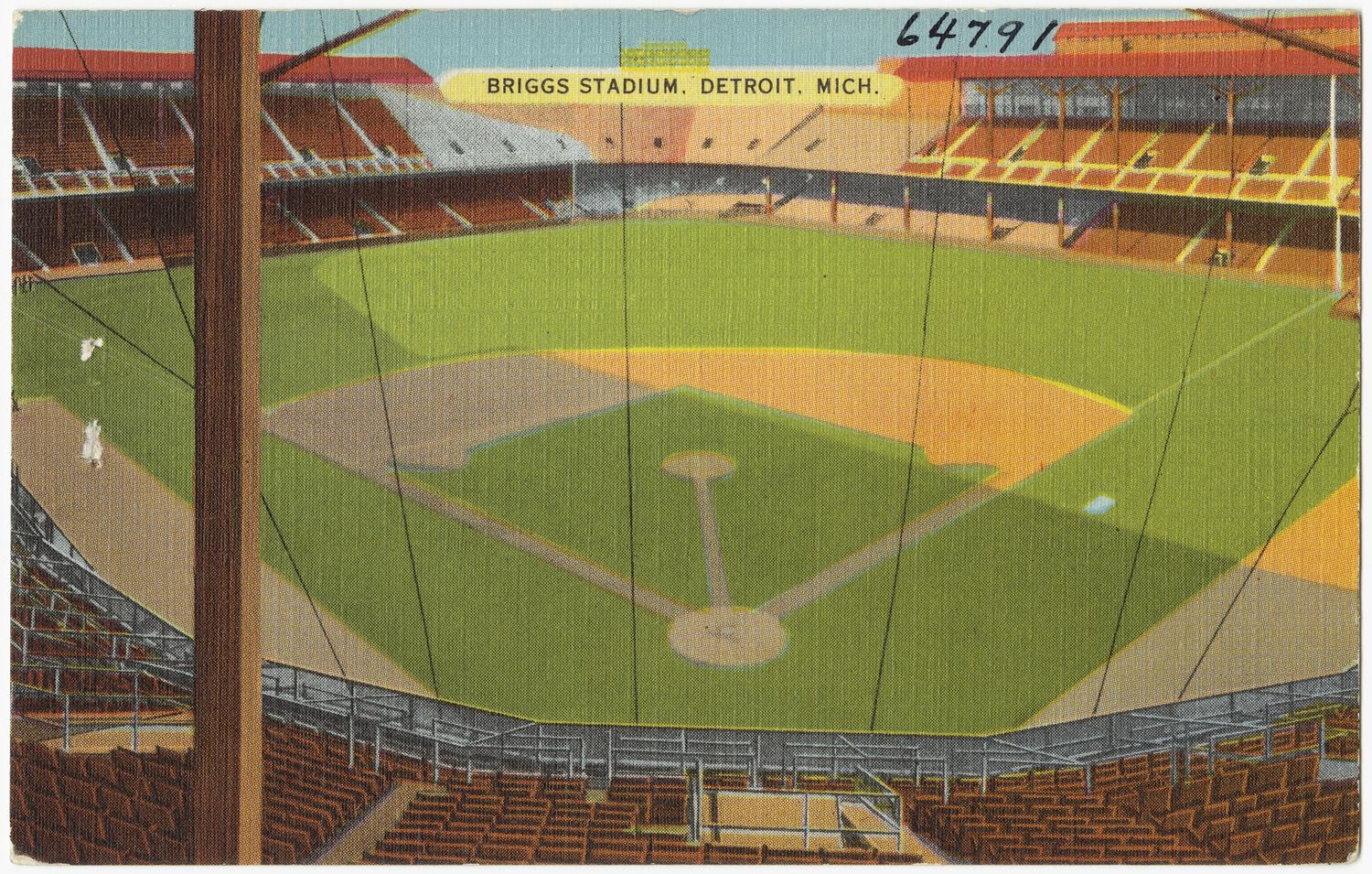
Postal que muestra el estadio Briggs, circa 1930-1945

A lo largo de los años, la expansión continuó para dar cabida a más personas. En 1935, luego de la muerte de Navin, el nuevo propietario Walter Briggs supervisó la expansión de Navin Field a una capacidad de 36 000 al extender la cubierta superior a los postes de foul y a través del jardín derecho. En 1938, la ciudad había acordado trasladar Cherry Street, permitiendo que el jardín izquierdo fuera de dos pisos y el ahora renombrado Estadio Briggs tenía una capacidad de 53 000. En 1961, el nuevo propietario John Fetzer tomó el control del estadio y le dio su nombre definitivo y más duradero: Tiger Stadium. Un incendio destruyó el palco de prensa la noche del 1 de febrero de 1977 En 1977, los Tigres vendieron el estadio a la ciudad de Detroit, que luego lo arrendó a los Tigres. Como parte de esta transferencia, los asientos de madera verde fueron reemplazados por unos de plástico azul y naranja y el interior del estadio, que era verde, se pintó de azul.
A principios de la década de 1990, tanto la ciudad como los propietarios de los Tigres querían un nuevo estadio, pero muchos hicieron campaña para salvar el antiguo. Los planes para modificar y mantener el Tiger Stadium como la sede de los Tigres, conocido como el Plan Cochrane, fueron apoyados por muchos miembros de la comunidad, pero la ciudad o los Tigres nunca los consideraron seriamente. Se inició la construcción del nuevo Comerica Park el 29 de octubre de 1997.

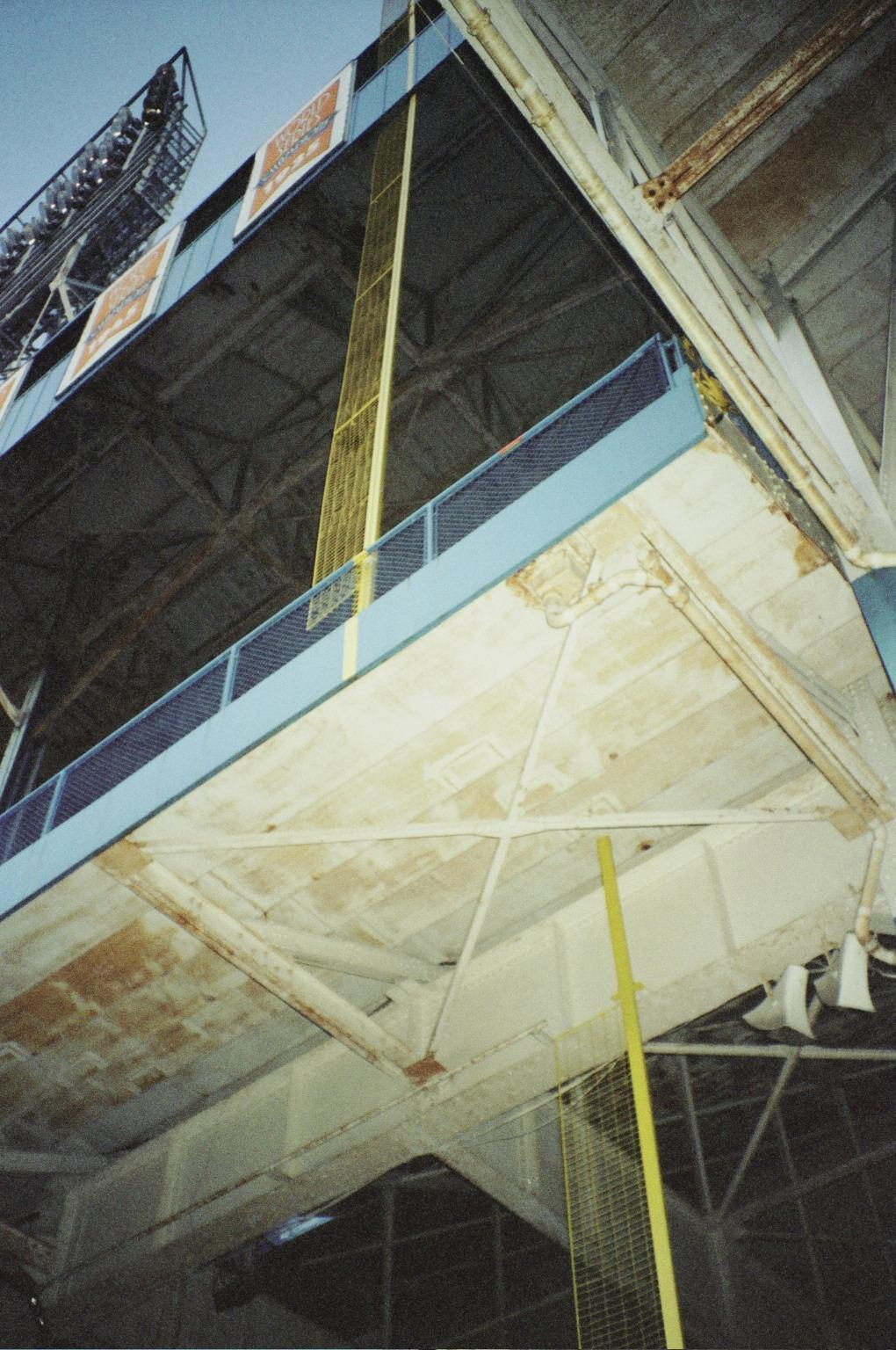
Vista debajo del voladizo del jardín derecho

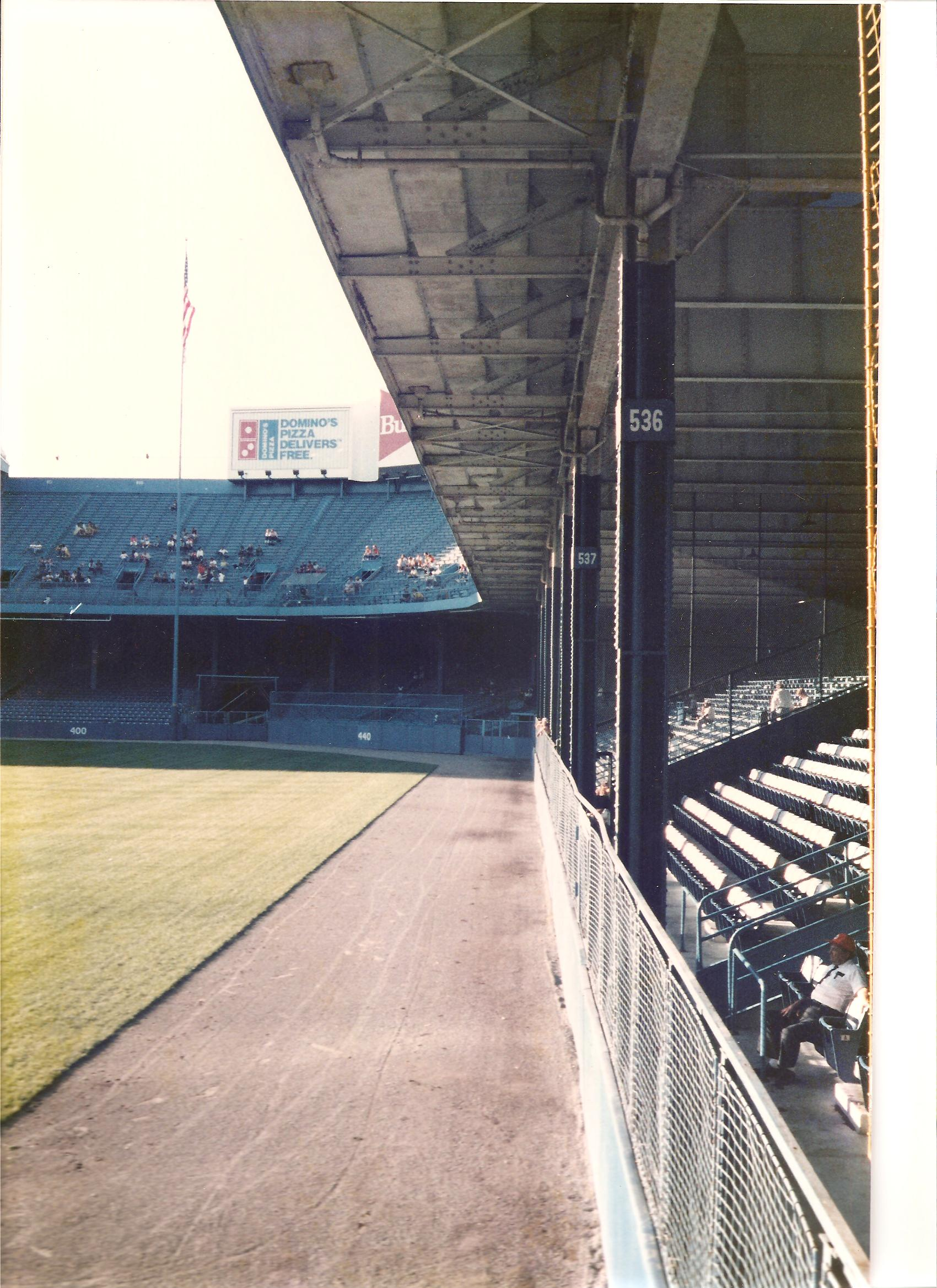
Proyección del jardín derecho del Tiger Stadium, mirando hacia el jardín central

Tiger Stadium tenía un mástil de bandera de 125 pies (38 m) de alto en juego limpio, a la izquierda del jardín central cerca de la marca de 134 m. Se iba a llevar el mismo asta de bandera a Comerica Park, pero esto nunca sucedió. Un nuevo mástil de bandera en el espíritu del mástil del Tiger Stadium se colocó en juego limpio en Comerica Park hasta que la cerca del jardín izquierdo se acercó más antes de la temporada 2003.
Cuando el estadio cerró, estaba empatado con Fenway Park como el estadio de béisbol más antiguo de las Grandes Ligas, ya que los dos parques se abrieron en la misma fecha en 1912. Tomando predecesor Parque Bennett en cuenta, el estadio del tigre fue el sitio de las Grandes Ligas en uso más antiguo de 1999.
Cuando se amplió el parque en 1936, se agregó una segunda plataforma sobre el pabellón del jardín derecho y las gradas. Para acomodar tantos asientos como fuera posible en la expansión, la segunda plataforma se extendió sobre la cerca en 3 m. El voladizo ocasionalmente convertía algunos elevados en arco extremadamente altos en home run. Se agregaron focos sobre la pista de advertencia para iluminar el área debajo del voladizo.
Al igual que otros estadios de béisbol más antiguos, como Fenway Park y Wrigley Field, el Tiger Stadium ofrecía asientos con "vista obstruida", algunos de los cuales estaban directamente detrás de una columna de soporte de acero; mientras que otros en la cubierta inferior tenían líneas de visión obstruidas por la cubierta superior baja. Al hacer posible que el piso superior se colocara directamente sobre el piso inferior, las columnas de soporte permitieron que el aficionado promedio se sentara más cerca del campo que en cualquier otro estadio.
Durante un tiempo después de que se construyó, la cubierta superior del jardín derecho tenía un marcador "315" en el poste de foul (luego pintado), con un marcador "325" debajo de él en la cerca de la cubierta inferior (que se mantuvo). Los Texas Rangers afirmaron que el diseño de la sección del jardín derecho se copió y usó en la construcción de The Ballpark en Arlington (ahora Globe Life Park en Arlington), pero en realidad la cubierta superior no se extendía sobre la cerca del jardín derecho, sino que fue retrasada por varios pies.
Debido a la aversión del entonces propietario Walter Briggs por el béisbol nocturno, las luces no se instalaron en el estadio hasta 1948. El primer partido nocturno en el estadio se celebró el 15 de junio de 1948. Entre los parques de las grandes ligas cuya construcción precedió a la llegada de los juegos nocturnos, solo Wrigley Field permaneció más tiempo sin luces (1988).
El Tiger Stadium presentaba una sección de gradas en la cubierta superior e inferior que estaba separada del resto del estadio. Un eslabón de cadena y, en un momento, una cerca de alambre de púas, separaba las gradas de las secciones reservadas y era la única sección de asientos que no estaba cubierta por al menos parte del techo. Las gradas tenían su propia entrada, puestos de concesión y baños.
En 1999, su última temporada, solo este estadio y Bank One Ballpark tenían un camino de tierra que iba desde el montículo del lanzador hasta el plato de home. Originalmente tenía uno antes de ser eliminado.

### Fútbol profesional
El Tiger Stadium fue el campo de los Detroit Lions de 1938 a 1974. El estadio albergó dos Juegos de Campeonato de la NFL en 1953 y 1957. El campo de fútbol corrió principalmente en los jardines desde la línea del jardín derecho hasta el jardín central izquierdo paralelo a la línea de la tercera base. Los bancos tanto para los Leones como para sus oponentes estaban en el lado de los jardines.
A principios de la década de 1970, la ciudad de Pontiac y sus líderes comunitarios hicieron una presentación al Comité del Estadio Metropolitano de un 627 263 m² sitio en el límite este de la ciudad, al norte de la M-59 y cerca de la intersección con la Interestatal 75 (I-75). Inicialmente, se planeó un complejo de dos estadios que incluía un techo móvil que luego fue desechado debido a los altos costos y la falta de compromiso de los Tigres. El Comité del Estadio Metropolitano votó por unanimidad por el sitio de Pontiac. En 1973, se abrió el camino para un estadio para albergar exclusivamente a los Leones.
Los Lions jugaron su último partido en el Tiger Stadium el día de Acción de Gracias, el 28 de noviembre de 1974, contra los Denver Broncos.

### Otros eventos
En 1939 se celebró una gran pelea de boxeo en el estadio, cuando Joe Louis defendió el título mundial de peso pesado con un nocaut en el undécimo asalto sobre Bob Pastor.
El 5 de octubre de 1951, la Universidad de Notre Dame jugó contra la Universidad de Detroit en el Briggs Stadium ante un aforo de 52.000 espectadores. Fue el primer partido de fútbol de Notre Dame que se jugó de noche. Los Fighting Irish ganaron, 40-6.
El club de fútbol profesional de Irlanda del Norte, Glentoran FC, consideró al estadio su campo a fines de la década de 1960. El equipo jugó como los Detroit Cougars en la United Soccer Association.

## Momentos y hechos notables

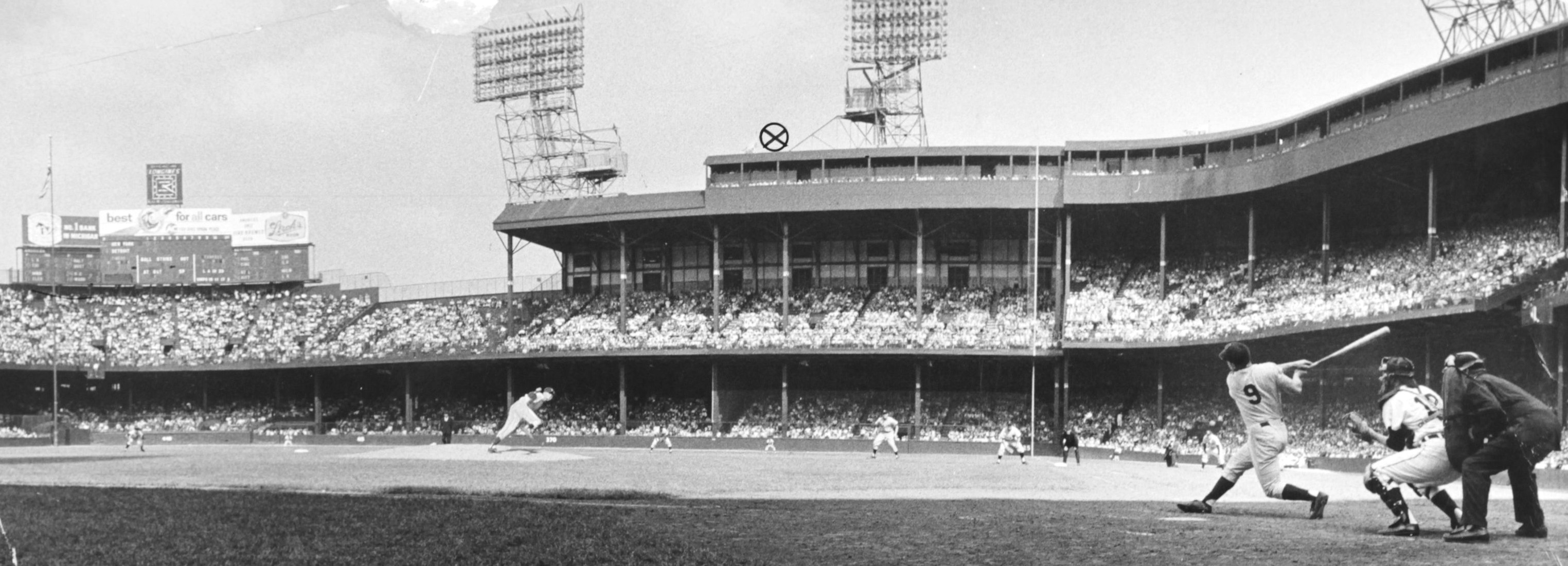
Roger Maris de los Yankees de Nueva York golpea contra los Tigres de Detroit lanzador Jim Bunning en la parte superior de la entrada de un partido el 17 de septiembre de 1961 en el estadio del tigre

Cuando Ty Cobb jugaba en Navin Field, el personal de tierra mantenía mojada el área de tierra frente al plato para frenar los toques de Cobb y hacer que los jugadores de cuadro rivales se resbalaran mientras los atacaban. El área fue apodada "Cobb's Lake".
El 18 de julio de 1921, Babe Ruth conectó lo que se cree que es el home run verificado más largo en la historia de las Grandes Ligas. El home run fue directo al jardín central, despejando el estadio y aterrizando en la calle. La distancia del home run se ha estimado en hasta 175 m. El 13 de julio de 1934 en el estadio, Ruth conectó el home run 700 de su carrera ante el lanzador de los Tigres, Tommy Bridges.
El 2 de mayo de 1939, el primera base de los Yankees de Nueva York, Lou Gehrig, se incorporó voluntariamente a la banca en el Briggs Stadium, poniendo fin a su racha de partidos consecutivos en 2130. Debido a la progresión de la enfermedad que lleva su nombre, fue el último juego de su carrera.
El estadio fue sede de los Juegos de Estrellas de las Grandes Ligas de 1941, 1951 y 1971. Los tres juegos contaron con home run. Ted Williams ganó el juego 1941 con un walk-off home run de tres carreras. La pelota también se estaba llevando bien en los juegos de 1951 y 1971. De los muchos home run en esos juegos, el que se repite con mayor frecuencia es el de Reggie Jackson al jardín derecho que golpeó tan alto en la torre de luz que la cámara de televisión lo perdió de vista, hasta que cayó al campo de abajo. Jackson dejó caer su bate y lo vio navegar, aparentemente asombrado de su propio poder.
El 7 de abril de 1986, Dwight Evans conectó un home run en el primer lanzamiento del Día Inaugural, para el home run más temprano posible en una temporada de Grandes Ligas (en términos de entradas y turnos al bate, no fechas).

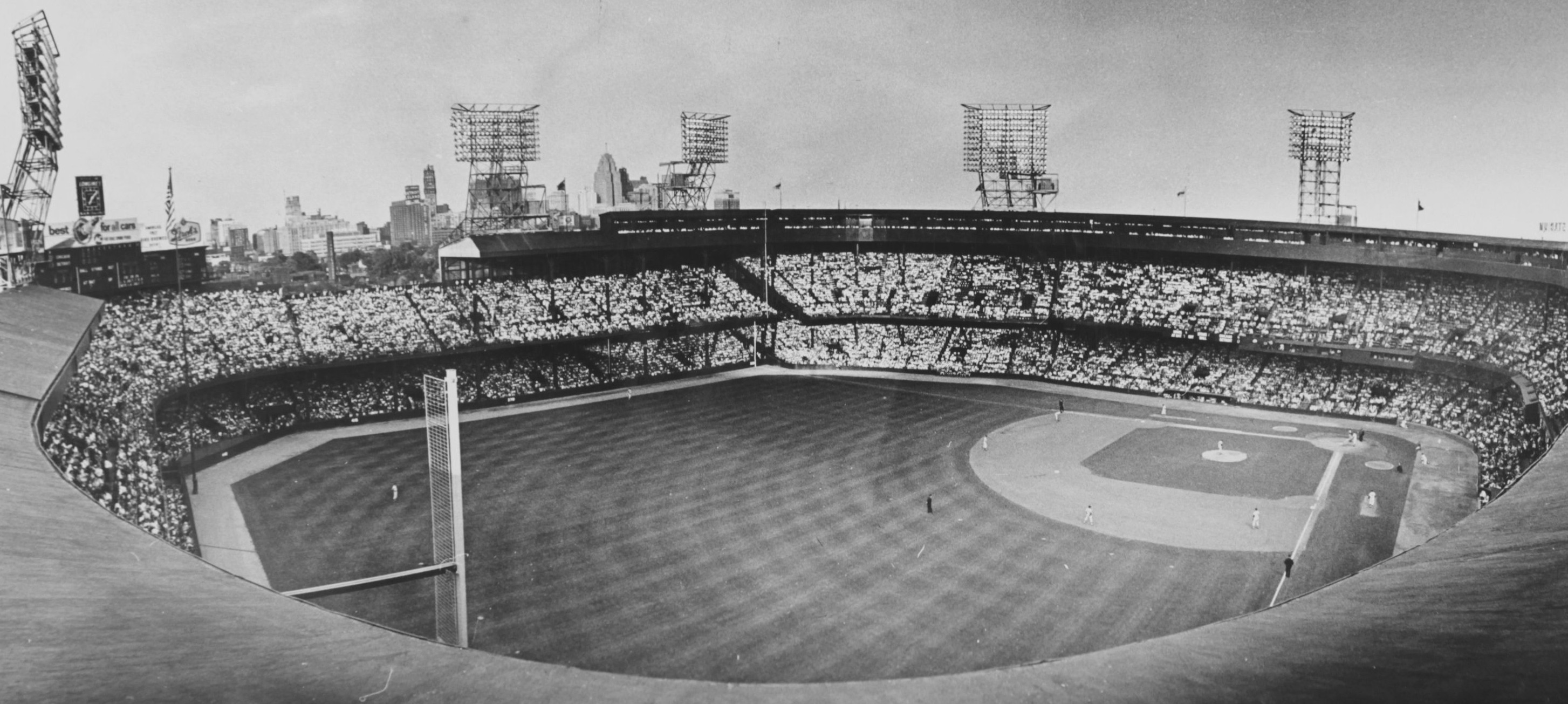
Tiger Stadium en 1961

Tiger Stadium vio exactamente 11 111 home run, el último grand slam en el jardín derecho en la azotea de Robert Fick de Detroit como el último hit en el último juego jugado allí.
Hubo más de 30 home run en el techo del jardín derecho a lo largo de los años. Fue un toque relativamente suave en comparación con el jardín izquierdo, con 99 m línea de falta y con un techo en línea con el frente de la cubierta inferior. En el jardín izquierdo, fue de 5 m más abajo en la línea, y el techo se apartó un poco. Solo cuatro de los toleteros diestros más poderosos del juego (Harmon Killebrew, Frank Howard, Cecil Fielder y Mark McGwire) alcanzaron la azotea del jardín izquierdo. En su carrera, Norm Cash conectó cuatro home run sobre el techo del Tiger Stadium en el jardín derecho y es el líder de todos los tiempos.

### El último juego
El 27 de septiembre de 1999 se jugó el último partido de los Tigres en el Tiger Stadium, que se saldó con una victoria por 8-2 sobre los Kansas City Royals, coronada por un grand slam tardío de Robert Fick, que golpeó el techo del jardín derecho. La explosión de Fick fue el último hit, home run y carrera impulsada en la historia del Tiger Stadium. Después del juego, se llevó a cabo una emotiva ceremonia con los grandes de los Tigres del pasado y del presente para conmemorar la ocasión. Los Tigres se mudaron al Comerica Park recién construido para su temporada 2000, dejando el Tiger Stadium sin usar.

## Después del béisbol
El 24 de julio de 2001, el día en que Detroit celebró su 300 aniversario, se jugó en el Tiger Stadium un Great Lakes Summer Collegiate Game entre Motor City Marauders y Lake Erie Monarchs. Fue un esfuerzo de una empresa de gestión deportiva local que buscaba llevar una franquicia de ligas menores a Detroit en la Frontier League.
En febrero de 2006, una carpa en el campo del Tiger Stadium fue sede del Bud Bowl 2006 de Entre los artistas que participaron en el evento estilo club nocturno se encontraba Snoop Dogg. Anheuser-Busch promovió el evento como la Última Llamada del Tiger Stadium.
En 2006, se lanzó el largometraje documental Stranded at the Corner: The Battle to Save Historic Tiger Stadium. Financiada por el empresario local y ferviente partidario del estadio Peter Comstock Riley, y dirigida por Gary Glaser, obtuvo sólidas críticas y ganó tres premios Telly y dos premios Emmy para el escritor y coproductor de la película, Richard Bak, periodista local y autor de dos libros sobre el estadio. También se mostró en el Festival de Cine del Salón de la Fama del Béisbol Nacional inaugural en noviembre de 2006.

### Demolición

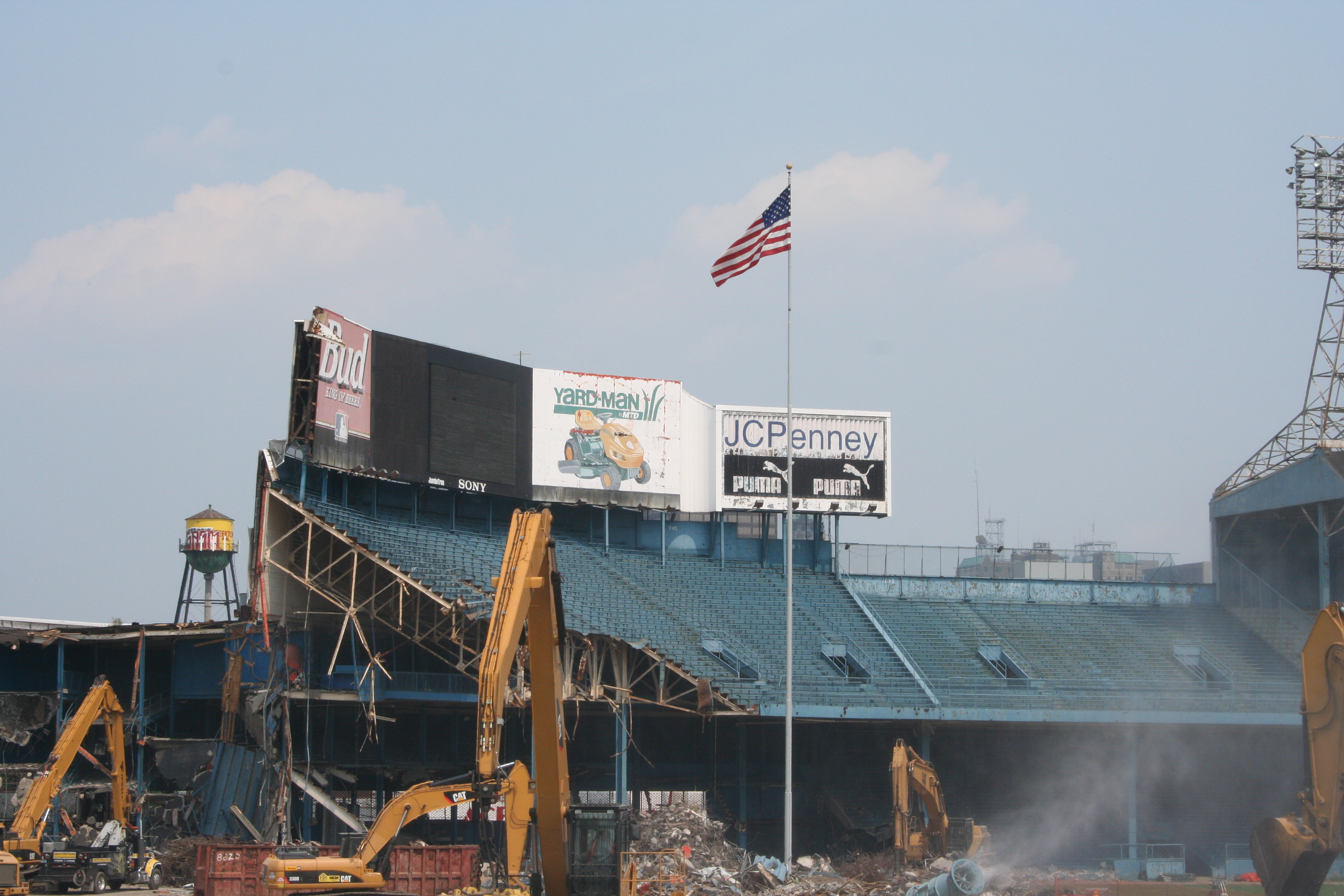
Gradas del jardín central del Tiger Stadium durante la demolición parcial.

Hubo muchas propuestas para remodelar el sitio. En 2006, sin embargo, la demolición parecía inevitable cuando el entonces alcalde de Detroit, Kwame Kilpatrick, anunció que el estadio sería arrasado. En junio de 2007, la Detroit Economic Growth Corporation aprobó un plan para demoler el estadio, que necesitaba la aprobación del Ayuntamiento de Detroit. En julio de 2007, este votó 5-4 a favor de la demolición.
En octubre de 2007, Schneider Industries llevó a cabo una subasta en línea de los objetos de interés del estadio, que recaudó 192 729 dólares. La ciudad utilizó las ganancias para costear la demolición.
La Detroit Economic Growth Corporation adjudicó el contrato de demolición el 22 de abril de 2008, con la especulación de que los ingresos por demolición provendrían de la venta de chatarra. La demolición comenzó el 30 de junio de 2008. Una semana después, se anunció que se conservarían el campo, los postes de suciedad y el mástil de la bandera.
Tras una pausa en la que se consideraron varios planes para preservar partes del estadio, la demolición se completó el 21 de septiembre de 2009.

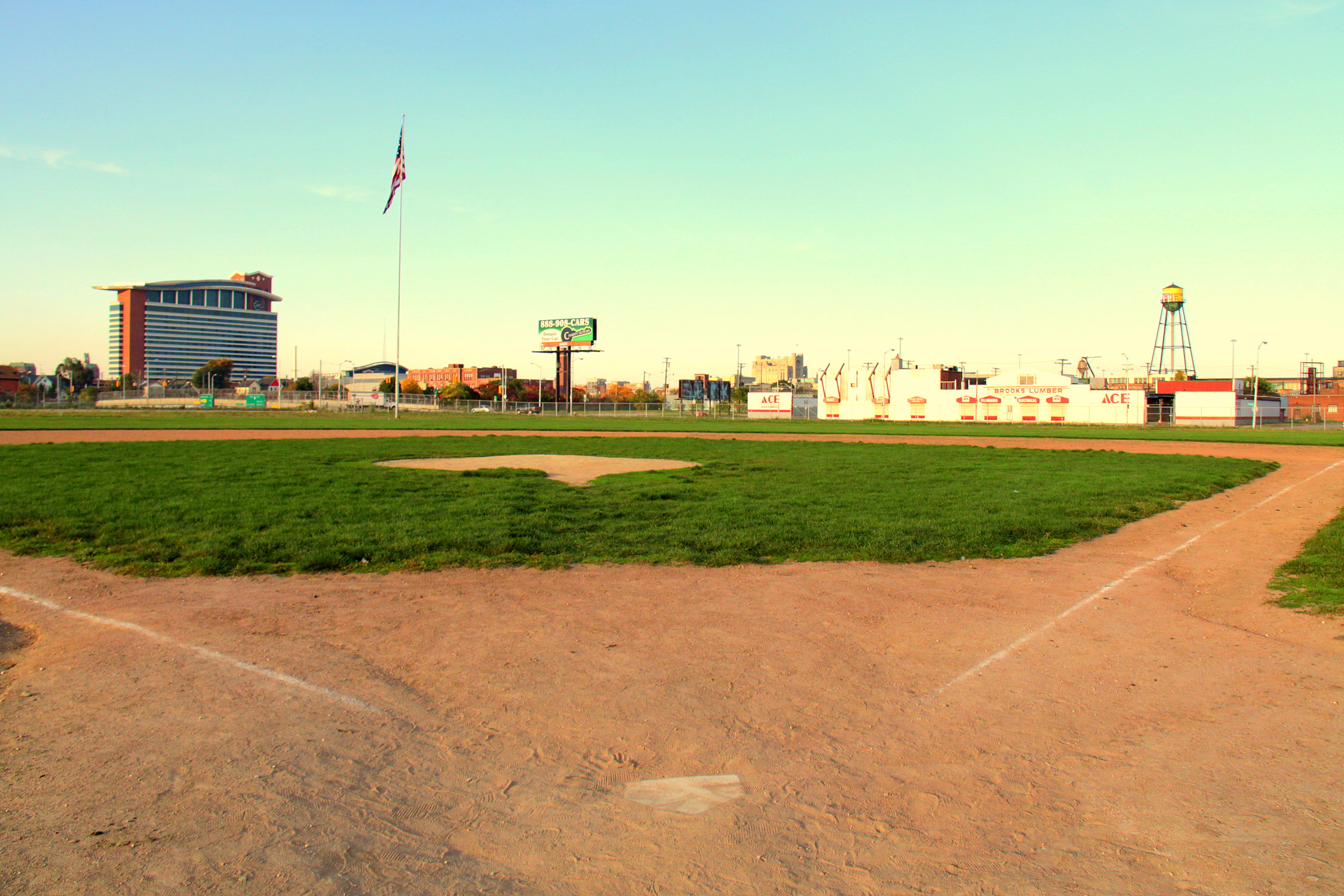
El sitio en octubre de 2011

### Reurbanización
Durante el verano de 2010, un grupo que se hacía llamar "The Navin Field Grounds Crew" comenzó a mantener el campo de juego y a albergar juegos clásicos de béisbol, béisbol juvenil y sóftbol en el lugar. Hubo una vez también un letrero en la valla de cierre que etiquetaba el sitio " Ernie Harwell Park".
El 16 de diciembre de 2014, 33 millones de dólares de proyectos de Larson Realty Group para reconstruir el antiguo sitio del Tiger Stadium fue aprobado por la Corporación de Desarrollo Económico de Detroit. Los planes de desarrollo incluían un edificio de cuatro pisos a lo largo de la avenida Míchigan con aproximadamente 2787 m² de espacio comercial y 102 unidades de alquiler de propiedades residenciales, cada una con un promedio de 74 m². A lo largo de la avenida Trumbull, se planeó la venta de 24 casas adosadas. La sede de la Liga Atlética de la Policía de Detroit (PAL) se trasladaría al sitio y mantendría el campo. PAL construiría su nueva sede y las instalaciones relacionadas en los bordes oeste y norte del sitio mientras preservaba el campo de juego histórico para los deportes juveniles, incluido el béisbol de la escuela secundaria y la universidad. La construcción del proyecto comenzó en junio de 2016.
En 2018, el Corner Ballpark abrió en el sitio.

## Cine y televisión
El estadio fue visto en el largometraje de 1980 Raging Bull, donde fue el sitio de dos de los combates de campeonato de box de Jake LaMotta.
Fue representada en la premiada Tiger Town de Disney, una película de béisbol de 1983 hecha para televisión escrita y dirigida por el detroitino Alan Shapiro, protagonizada por Roy Scheider, Sparky Anderson, Ernie Harwell y Mary Wilson. También se vio en Renaissance Man y Hardball.
En el verano de 2000, la película de HBO 61 * se filmó en Tiger Stadium. La película dramatizó los esfuerzos de los compañeros de equipo de los Yankees de Nueva York, Mickey Mantle y Roger Maris, durante la temporada de 1961 para romper el récord de 60 home run en una temporada de su colega Yankee Babe Ruth. Para la película, se utilizaron efectos visuales generados por computadora para hacer que Tiger Stadium se pareciera al Yankee Stadium en 1961. Yankee Stadium aparece en los créditos de actor al final de la película como interpretado por Tiger Stadium.
Durante los últimos días en los que parte del Tiger Stadium todavía estaba en pie, se rodaron en el estadio escenas de la película Kill the Irishman, que se utilizaron para representar el estadio de Cleveland.
El piloto de la serie Hung de HBO presentó la demolición del estadio en su escena de apertura.

## En la cultura popular
- El artista Gene Mack, quien hizo una serie de dibujos de varias figuras y estadios de béisbol, mencionó un hueso que Ty Cobb usó para "deshuesar" sus murciélagos como parte de su cuidado por ellos. El hueso permaneció en la casa club después de que dejó a los Tigres en 1926 y, de hecho, después de que se retiró en 1928.[89]
- En el video musical de la canción Beautiful del rapero Eminem, se puede ver a Eminem caminando por el estadio, mostrando la destrucción del estadio.[90][91]
- El sitio fue filmado para el episodio de Hung "Fat Off My Love or I'm the Allergen".[92]

## Galería

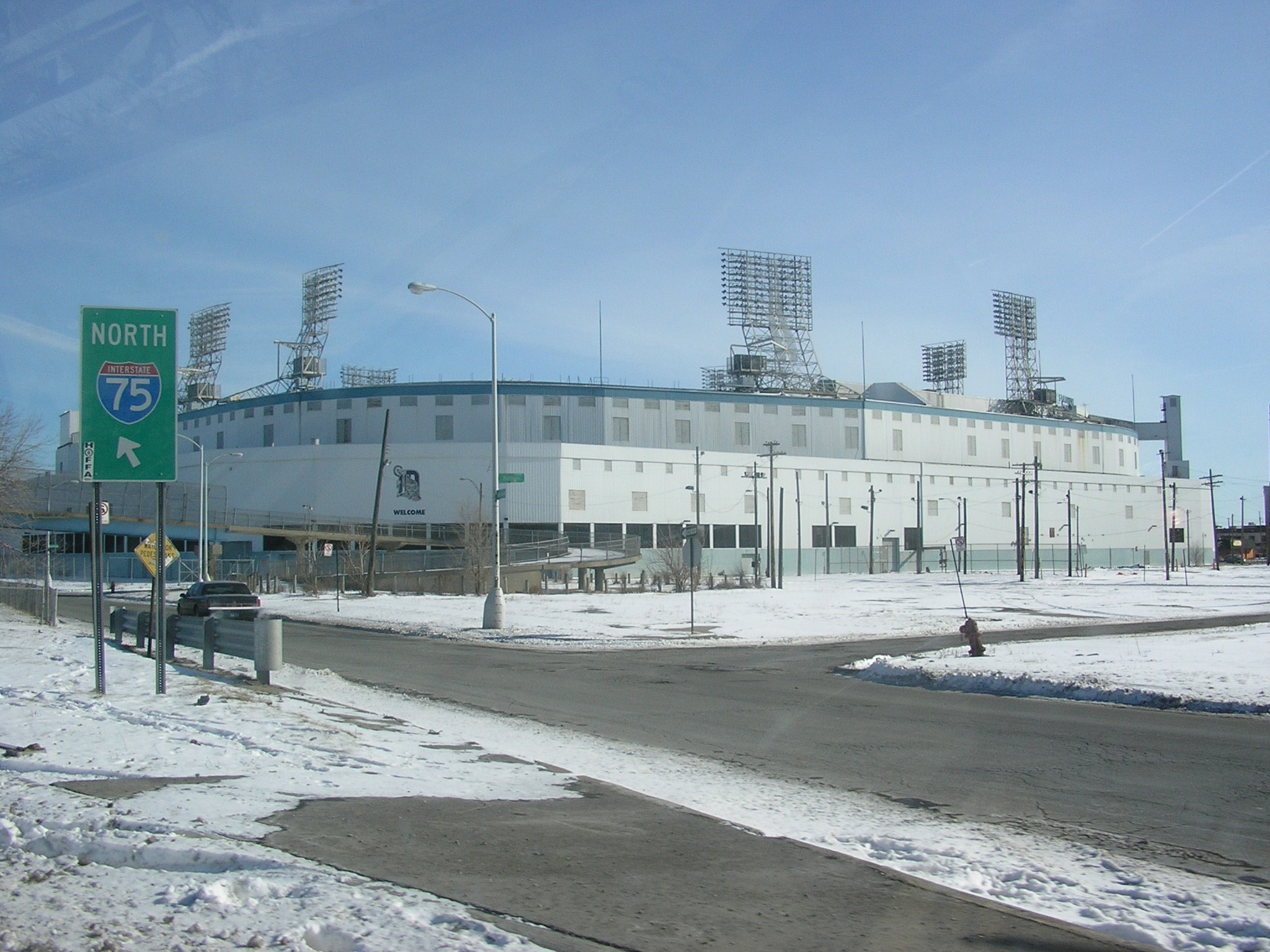
El Tiger Stadium vacío en enero de 2005
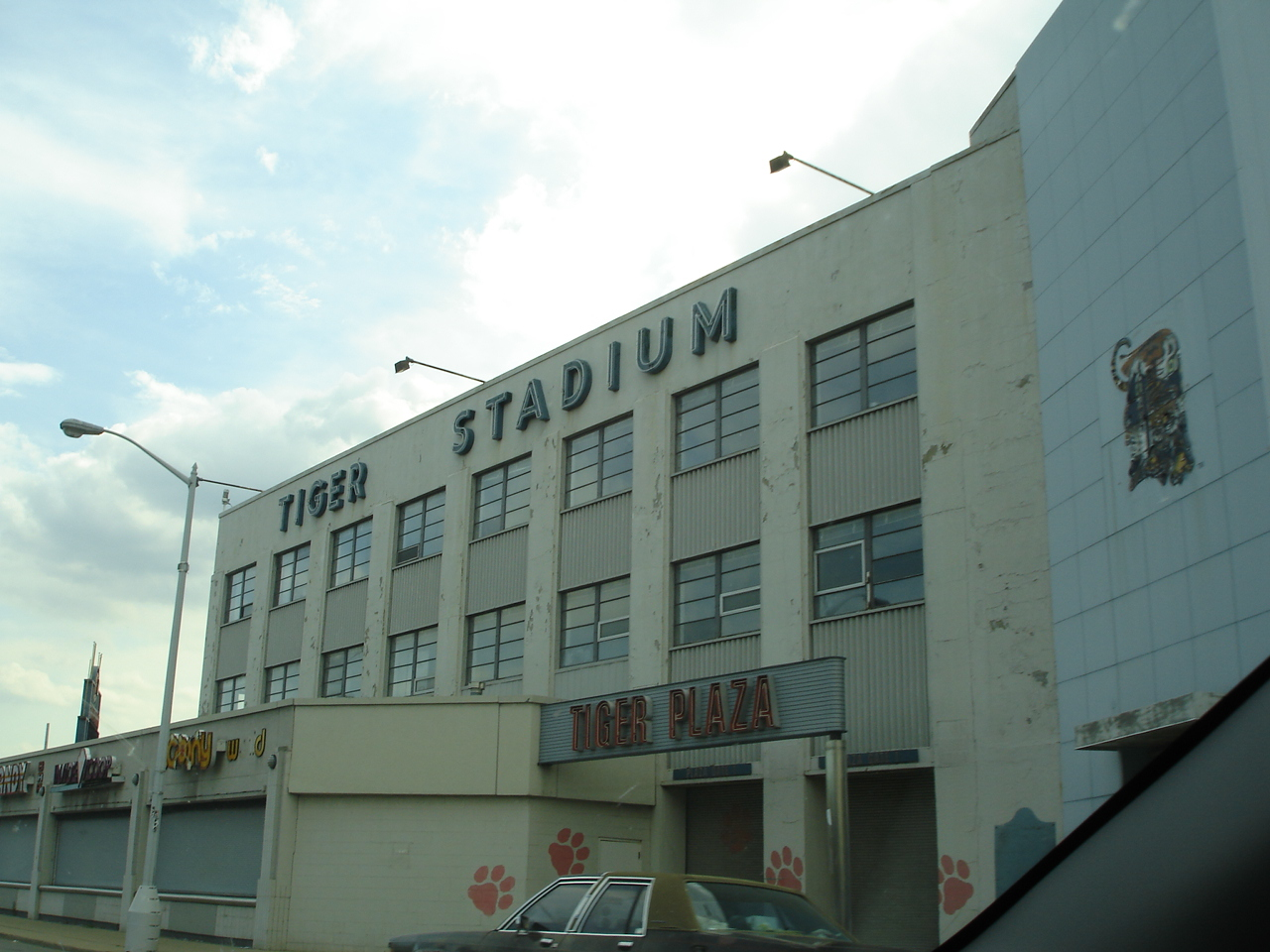
El Tiger Stadium con signos de negligencia en 2006
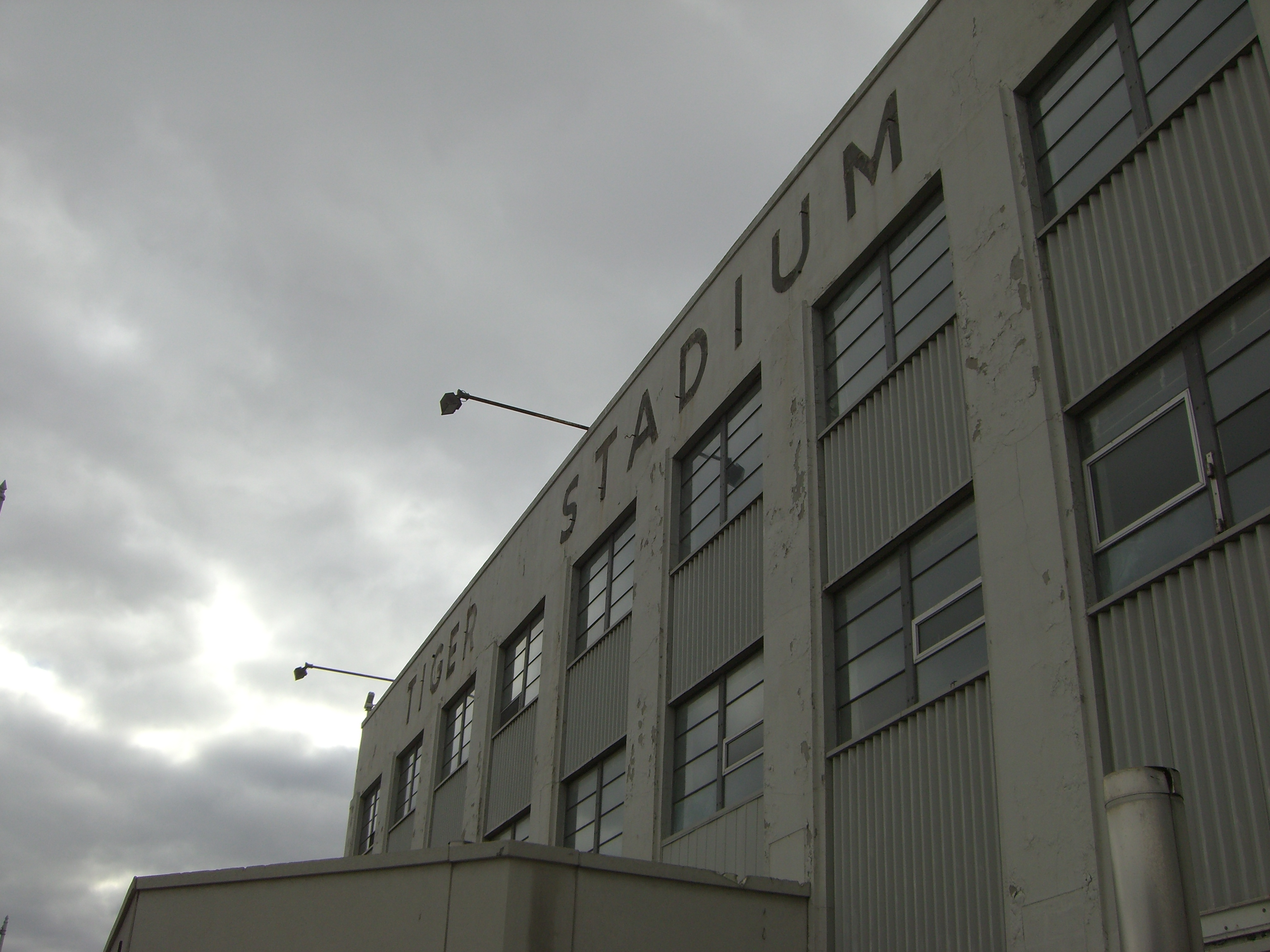
El Tiger Stadium con las letras de la fachada eliminadas en noviembre de 2007
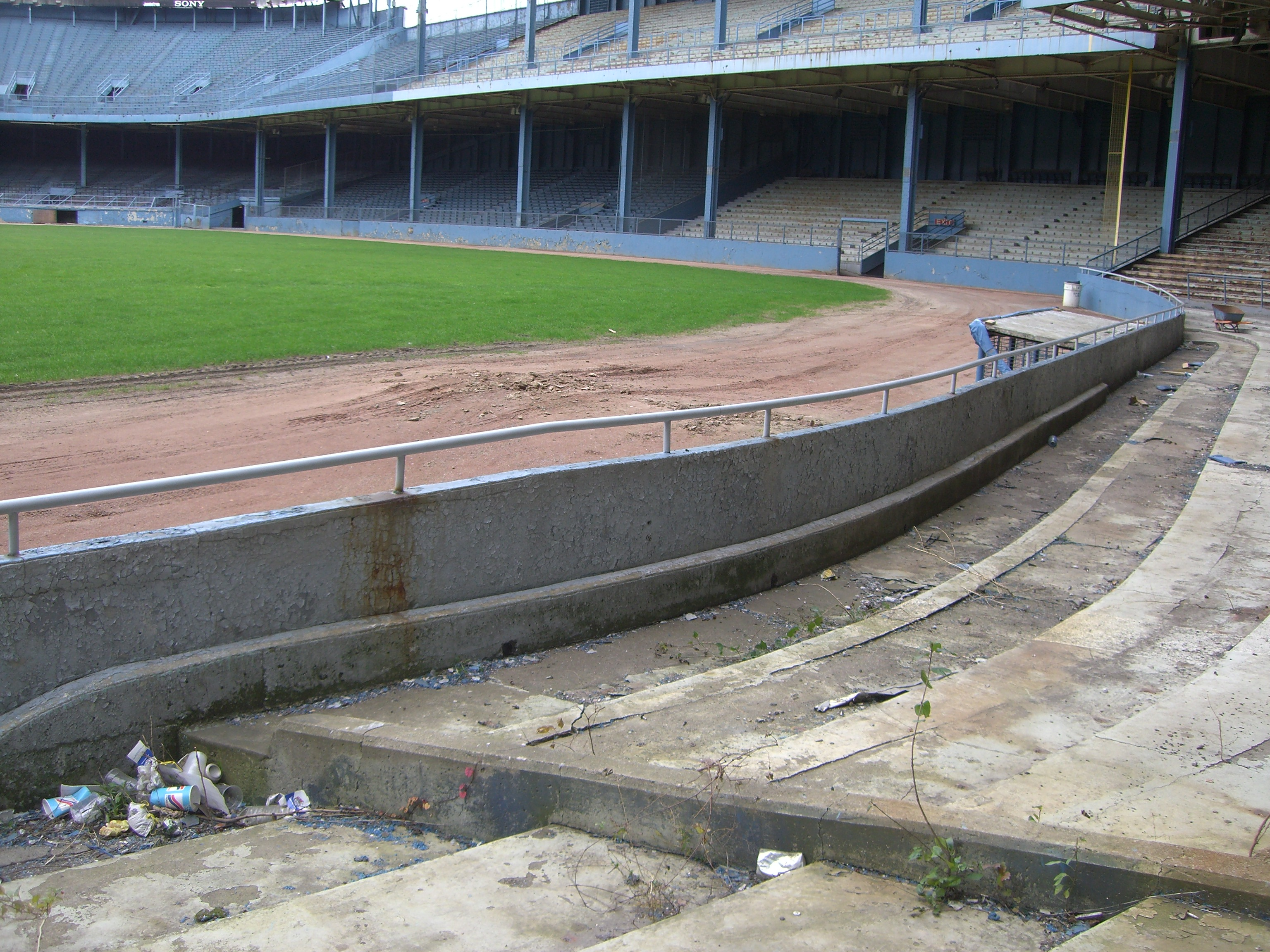
El jardín derecho desde el piso inferior en noviembre de 2007
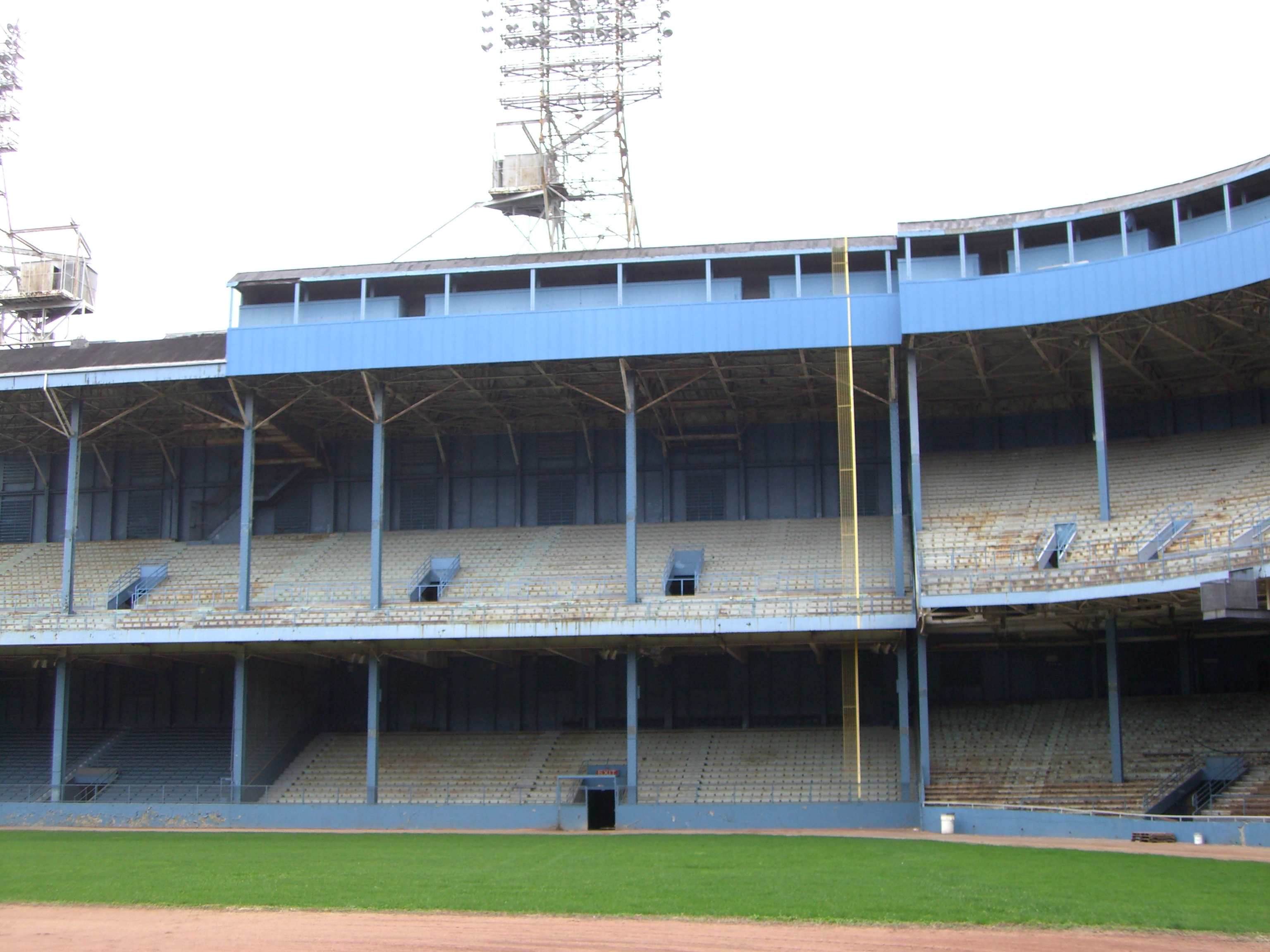
El Tiger Stadium sin sus asientos en noviembre de 2007
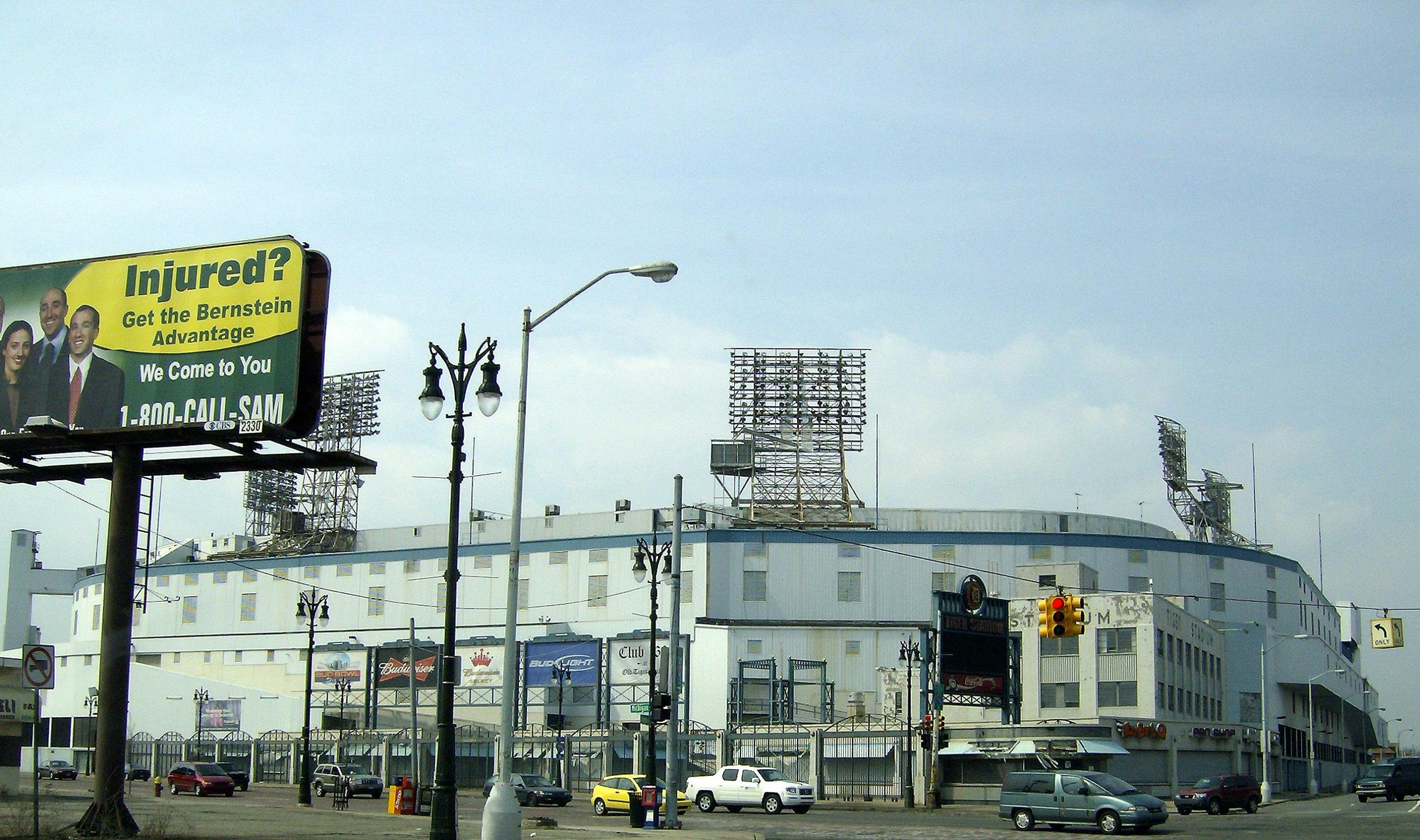
El estadio en abril de 2008, ya abandonado
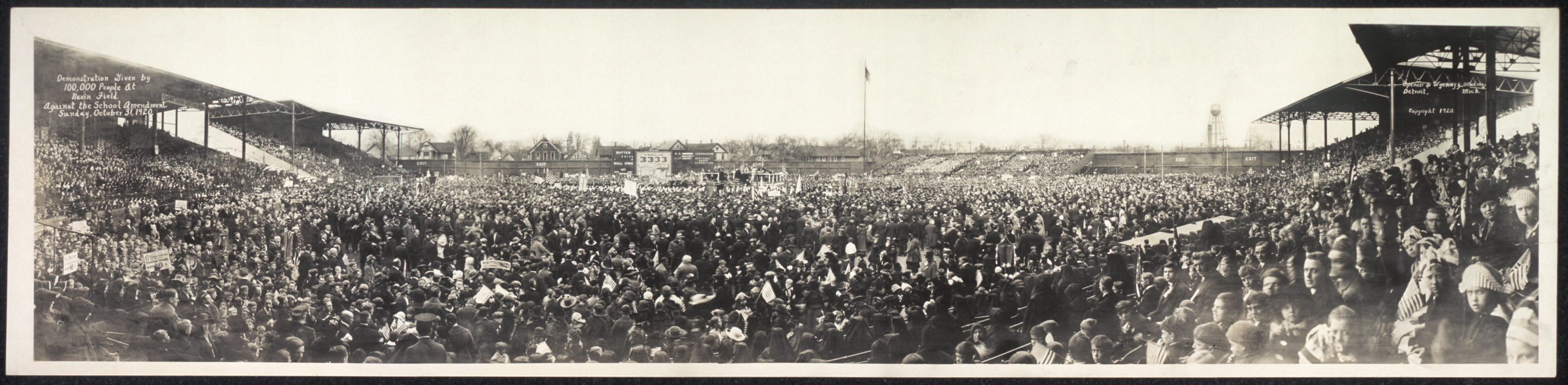
Manifestación contra una enmienda escolar en el Navin Field en 1920